# Fenerbahçe (voleibol)
La secció de voleibol del Fenerbahçe Spor Kulübü és una de les més importants d'aquest club poliesportiu turc.
La secció masculina es va fundar el 1927 i la femenina el 1928. Les dues són dels clubs més importants del país amb nombrosos campionats nacionals i continentals.

## Palmarès masculí
- CEV Challenge Cup
  - Campions (1): 2013-14
- Copa BVA
  - Campions (2): 2009, 2013
- Lliga turca: 
  - Campions (5): 2008, 2010, 2011, 2012, 2019
- Copa turca
  - Campions (4): 2007–08, 2011–12, 2016–17, 2018–19
- Supercopa turca
  - Campions (4): 2011, 2012, 2017, 2020
- Campionats d'Istanbul
  - Campions (10): 1926–27, 1927–28, 1928–29, 1929–30, 1932–33, 1933–34, 1940–41, 1966–67, 1967–68, 1968–69

## Palmarès femení
- Campionat del món femení de clubs de voleibol de la FIVB
  - Campiones (1): 2010
- CEV Champions League
  - Campiones (1): 2011–12
  - Finalistes (1): 2009–10
- CEV Cup
  - Campiones (1): 2013–14
  - Finalistes (1): 2012–13
- Lliga turca: 
  - Campiones (5): 2008–09, 2009–10, 2010–11, 2014–15, 2016–17
- Copa turca
  - Campiones (3): 2009–10, 2014–15, 2016–17
- Supercopa turca
  - Campiones (4): 2011, 2012, 2017, 2020
- Campionats d'Istanbul
  - Campiones (10): 1955–56, 1956–57, 1957–58, 1958–59, 1960–61, 1967–68, 1968–69, 1970–71, 1971–72, 1972–73